# James Edward Keeler
| (452) Hamiltonia | 6 de desembre de 1899 |
| (20958) A900 DT. | 29 de juny de 1900    |

James Edward Keeler   (La Salle, 10 de setembre de 1857 - San Francisco, 12 d'agost de 1900) va ser un astrònom estatunidenc, descobridor del primer púlsar.

## Carrera
Keeler va començar a treballar en l'Observatori Lick en 1888, on va cessar en 1891 quan va ser nomenat director de l'Observatori d'Allegheny de la Universitat de Pittsburgh. En el mateix any es va casar i va tenir dos fills.
En 1895, amb George Ellery Hale, Keeler va fundar la revista Astrophysical Journal, sent una de les publicacions periòdiques més respectades de l'astronomia i l'astrofísica.
Va tornar a l'Observatori Lick en 1898, aquesta vegada com a director. Va morir dos anys després, en 1900.

## Recerca
Keeler va ser el primer a observar l'escletxa en els anells de Saturn que ara es coneix com a divisió d'Encke, utilitzant el refractor de 36 polzades en l'Observatori Lick el 7 de gener 1888. Posteriorment va ser anomenada en honor de Johann Encke, que havia observat una variació molt més àmplia en la lluentor dels anells de Saturn. La segona escletxa important en l'anell, descoberta pel programa Voyager, va ser anomenada divisió de Keeler en el seu honor.
En 1895, l'estudi espectroscòpic dels anells de Saturn va revelar que les diferents parts dels anells reflecteixen la llum amb diferents dopplers, deguts a diferents velocitats orbitals al voltant de Saturn.
Les seves observacions amb el telescopi Crossley de Lick van contribuir a establir la importància dels grans telescopis òptics reflectors en la comprensió dels astrònoms sobre la naturalesa de les nebuloses. Després de la seva prematura mort, els seus col·legues en l'Observatori Lick van publicar les seves fotografies de nebuloses i cúmuls en un volum especial de les publicacions de l'Observatori Lick.
Keeler va descobrir dos asteroides, un en 1899 i un altre en 1900, encara que el segon es va perdre i només es va tornar a localitzar uns 100 anys més tard.

## Honors i Llegat
- Keeler va ser guardonat amb la Medalla Henry Draper de l'Acadèmia Nacional de Ciències.
- En 1880, l'expedició científica comandada pel director de l'observatori d'Allegheny, Samuel Pierpont Langley, en la qual va ser acompanyat per Keeler, es va dirigir al cim de la Muntanya Whitney. El propòsit de l'expedició era estudiar com la radiació del Sol és absorbida selectivament per l'atmosfera terrestre, comparant els resultats a gran altura amb els obtinguts a cotes més baixes. Com a resultat de l'expedició, a uns 14.240 peus (4340 metres), un pic proper a la Muntanya Whitney va ser anomenat com l'"Agulla de Keeler".
- A més de la divisió de Keeler en els anells de Saturn, el cràter Keeler de Mart i el cràter lunar Keeler es van anomenar en el seu honor, així com l'asteroide (2261) Keeler.